# Daradax acris
Daradax acris är en insektsart som beskrevs av Walker 1857. Daradax acris ingår i släktet Daradax och familjen Tropiduchidae. Inga underarter finns listade i Catalogue of Life.